# Église Saint-Germain-Saint-Vincent de Lisses
L'église Saint-Germain-Saint-Vincent de Lisses est une église paroissiale catholique, dédiée à saint Vincent et saint Vincent, située dans la commune française de Lisses et le département de l'Essonne.

## Historique
Un édifice existe au IXe siècle. L'église dépendait de Saint-Germain-des-Prés.
L'église actuelle date du XIIIe siècle et modifiée aux XVe siècle. Au XVIe siècle le tympan est refait.
L'église perd son clocher au XIXe siècle du fait des risques d'effondrement.
Depuis un arrêté du 17 décembre 1950, l'église est inscrite au titre des monuments historiques.
L'église est en travaux dans les années 1990.

## Pour approfondir